# 威爾角
威爾角（英語：Will Point），是南極洲的海岬，位於南喬治亞島北岸，處於夏洛特角以西7公里，由英國南極名稱諮詢委員會命名，現時由英國海外領土管轄。